# Briksdalsbreen

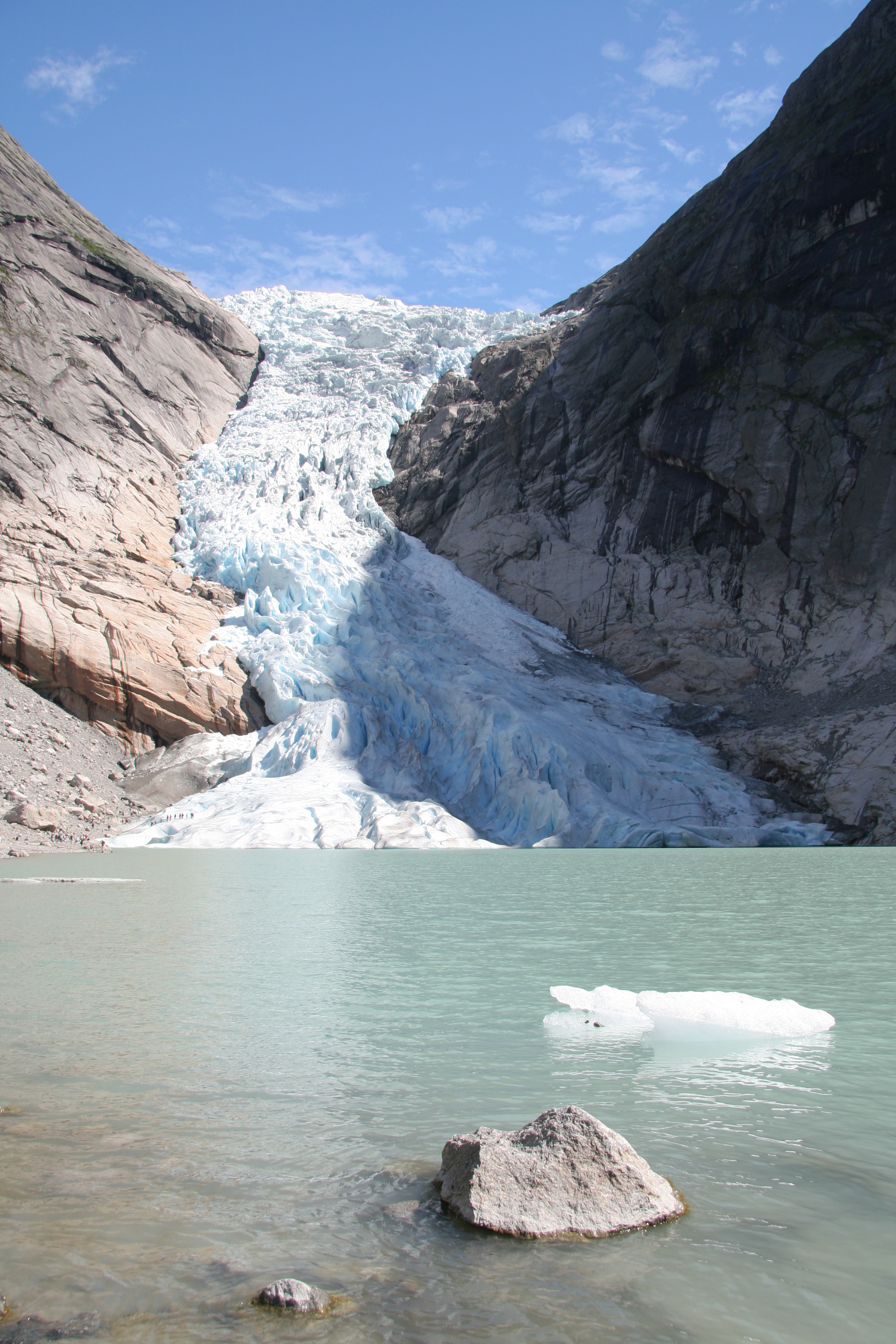
Briksdalsbreen från vattnet nedenför

Briksdalsbreen är en glaciär av Jostedalsbreen innanför Jostedalsbreen nationalpark. Briksdalsbreen ligger på den norra sidan av Jostedalsbreen, i Briksdalen, innerst i Oldedalen i Stryn kommune i Sogn og Fjordane i Norge. Briksdalsbreens topp ligger 1200 m ö.h. och slutar i Briksdalsbrevatnet 346 m ö.h.
Glaciärfronten har dragit sig betydligt tillbaka de senaste åren. Åren 1996–1997 låg glaciärfronten vid utloppet av Briksdalsbrevatnet. År 2004 låg glaciärfronten 230 meter bakom utloppet av Briksdalsbrevatnet.
NVE har sedan 1900 gjort främre mätningar av Briksdalsbreen. Briksdalsbrevannet kom fram mellan 1932 och 1951, då glaciären drog sig tillbaka mer än 800 meter. Glaciärfronten har haft flera framstötar och perioder med tillbakagång. Vid en framstöt mellan 1987 och 1997 blev vattnet åter helt täckt av glaciären. Efter 1999 drog glaciären sig snabbt tillbaka, så att vattnet 2008 var fullständigt glaciärfritt.
Glaciären har varit ett känt turismål sedan 1800-talet och drar nu årligen 300 000 besökande.
Briksdal fjellstove 3 km nedanför glaciären har existerat sedan 1891, med matförsäljning och övernattning för turister.